# 2745 San Martín
2745 San Martín è un asteroide della fascia principale. Scoperto nel 1976, presenta un'orbita caratterizzata da un semiasse maggiore pari a 2,2880365 UA e da un'eccentricità di 0,1903715, inclinata di 22,39885° rispetto all'eclittica.
L'asteroide era stato inizialmente battezzato 2745 San Martin per poi essere corretto nella denominazione attuale.
L'asteroide è dedicato al generale argentino José de San Martín.